# Le Père Duchesne
Le Père Duchesne (El Viejo Duchesne o El Padre Duchesne en francés) fue un diario extremista publicado durante la Revolución francesa, editado por Jacques René Hébert, que publicó 385 números desde septiembre de 1790 hasta 11 días antes de ser guillotinado, el 24 de marzo de 1794.

## Historia

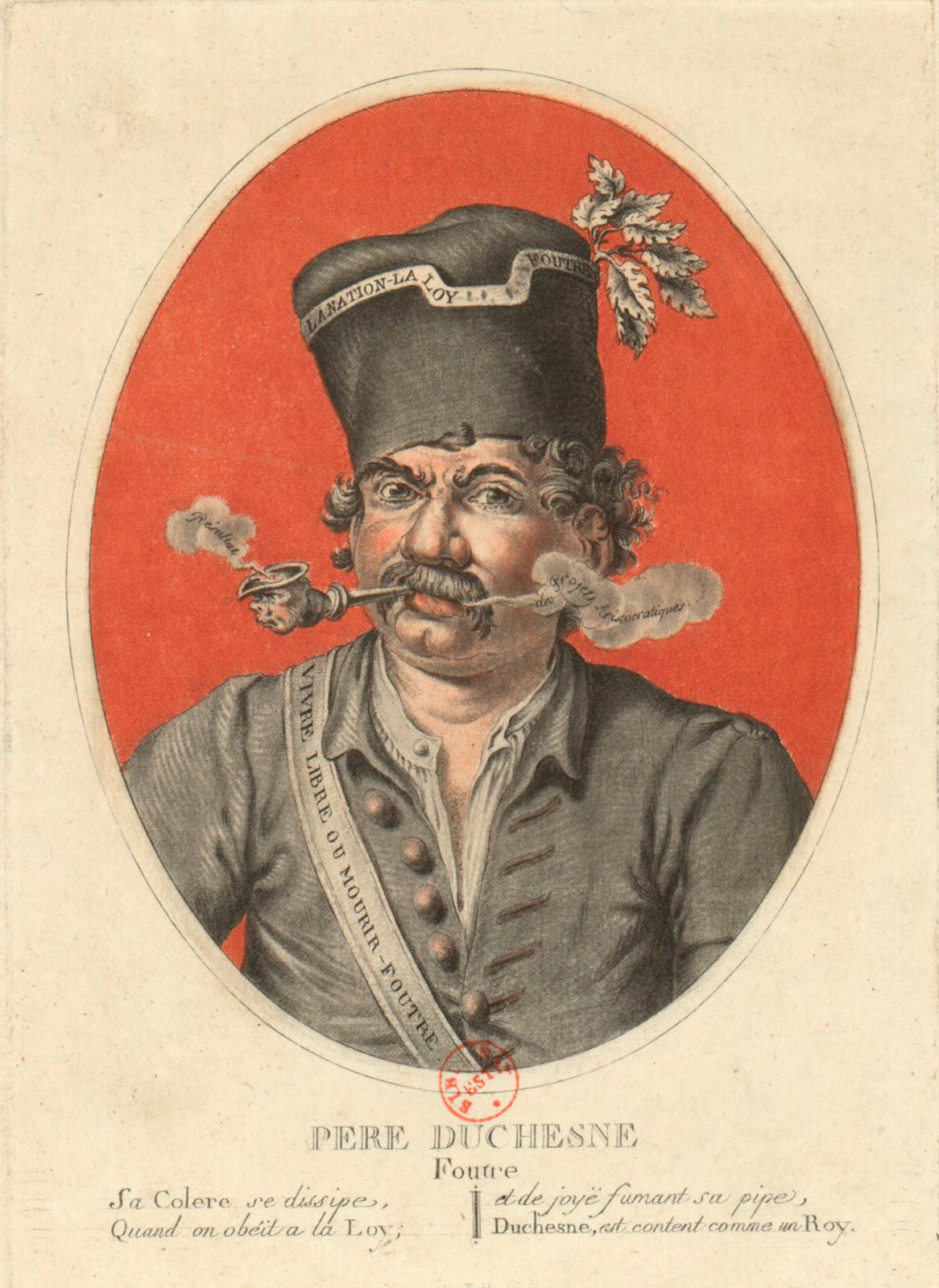
Père Duchesne.

El ser denuciado como enemigo de la República por Le Père Duchesne frecuentemente conducía a la guillotina. El diario nunca dudó en pedir, según sus propias palabras, que el "carruaje con treinta y seis puertas" lleve a tal o cual "sapo de la Marisma", a "estornudar en la bolsa", "preguntar la hora en el segundo piso", o "probar la corbata Capeto".
Nacido en las ferias del siglo XVIII, Père Duchesne era un personaje que representaba al hombre del pueblo, siempre impulsado a denunciar abusos e injusticias. Este personaje ficticio se encuentra en un texto titulado le plat de Carnaval (el plato de Carnaval), así como en un opúsculo anónimo publicado en febrero de 1789 y titulado "Viaje de Père Duchesne a Versalles" o "La ira de Père Duchesne ante los abusos", publicado ese mismo año.
En 1789, se habían publicado varios panfletos bajo este nombre. En 1790, un empleado de correos llamado Antoine Lemaire y el Abate Jean-Charles Jumel fueron atacados en diarios bajo el seudónimo de Père Duchesne, pero el diario Père Duchesne de Hébert, aquel que los pregoneros vendían al grito de "¡Père Duchesne hoy está muy enojado!", se distinguía por la violencia que caracterizaba su estilo.
Desde 1790 hasta 1791, Père Duchesne representó a la facción jacobina y alabó a Luis XVI y al Marqués de La Fayette, por sus intentos de balancear el poder de los aristócratas y del pueblo francés. Después del intento de fuga del rey, los escritores cambiaron de opinión respecto a Luis XVI y acusaron a María Antonieta y a Jean-Sifrein Maury, el gran defensor de la autoridad papal contra la Constitución civil del clero. En 1792, el gobierno imprimió algunos números del Père Duchesne a expensas del erario, a fin de distriburirlos en el Ejército para que los soldados salgan del estado de inactividad que era considerado peligroso para la seguridad pública.
El tono hacia Luis XVI cambió drásticamente después de sus fallidos intentos por hacer reformas que beneficien al pueblo francés. La Fayette también fue atacado después de la masacre del Campo de Marte. María Antonieta fue criticada porque ella era parcialmente vista como el motivo de la caída de Luis XVI. Se culpó a su nacionalidad, porque era vista como una extranjera que el rey no merecía. El tema de los hijos también causó problemas, porque se creía que ella era estéril y esto preocupaba a Luis XVI. 
Originalmente la publicación, iniciada por el impresor Tremblay, tenía 8 páginas sin numerar en formato octavo y aparecía tres veces por semana. La primera página estaba encabezada por una ilustración que mostraba a Père Duchesne con una pipa en una mano y un paquete de tabaco en la otra, acompañada por la descripción "¡Yo soy el verdadero Père Duchesne, joder!" con cruces de Malta a cada lado. La numeración del diario empezó con el primer número en enero de 1791. A partir del número 13, copió una escena de otro Père Duchesne, que era publicado en la Rue Vieux-Colombier y representaba a un hombre con bigotes, un sable a su lado y levantando un hacha hacia un sacerdote, al cual le grita un amenanzante memento mori: "¡Recuerda tu mortalidad!". A partir del número 138, Hébert dejó de editarlo con Tremblay, que a su vez publicaría varias falsificaciones.
El diario continuó siendo publicado hasta la muerte de Hébert en 1794.

## Temas
El diario decía que el país estaba gobernado por los ricos, pero "diecinueve veinteavos no son ricos ni comerciantes", pero "esta masa siempre fue pura". También criticaba la falta de iniciativa del gobierno para detener los actos contrarrevolucionarios y las "acciones dictatoriales" usadas para gobernar el país. Con frecuencia se centraba en personas y hechos específicos, degrandando por completo cada elemento de estos. Hébert era un radical y no tenía reparos en publicar su opinión, empleando lenguaje soez en la mayoría de sus artículos. El diario era empleado para oponerse y denunciar a otros partidos que contradecían las opiniones de su autor, tales como los Girondinos.
Los seguidores del editor se hacían llamar hebertistas. Estos compartían la idea de la descristianización de Francia, que era un tema recurrente del diario.
En algunos casos, el diario criticaba a las personas que trataba de defender, los sans-culottes. Hablaba sobre su "ingenuidad" respecto a las palabras del gobierno. Afirmaba que eran una "especie ovejuna" que "no podía ver más allá de sus narices". La situación del pueblo se hacía cada vez más difícil al creer lo que el gobierno les decía.

## Camille Desmoulins

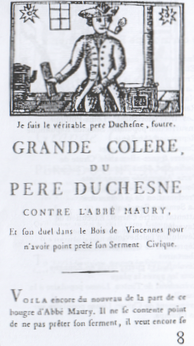
Número atacando a los sacerdotes reacios.

Uno de los principales enemigos del diario fue el periodista Camille Desmoulins. Desmoulins se oponía al movimiento de descristianización de Francia, que era apoyado por Hébert y sus seguidores. Se enfrentó al Père Duchesne y a otros diarios. Desmoulins fue ejecutado pocas semanas después de Hébert.

## Final y reaparición delPère Duchesne
Tan pronto como Hébert fue guillotinado, estos Père Duchesne falsos se multiplicaron, produciendo parodias tales como La gran ira de Père Duchesne al ver como su cabeza cae de la ventana nacional. Otros, tales como Saint-Venant, tratarían con Bigote sin miedo de escribir nuevas parodias según los ánimos de la época y con el mismo estilo vulgar que caracterizaba a Hébert. Lebon publicó uno de estos en 1797 y Damane publicó 32 números bajo el nombre Père Duchesne en Lyon. El título fue reutilizado numerosas veces en el siglo XIX.

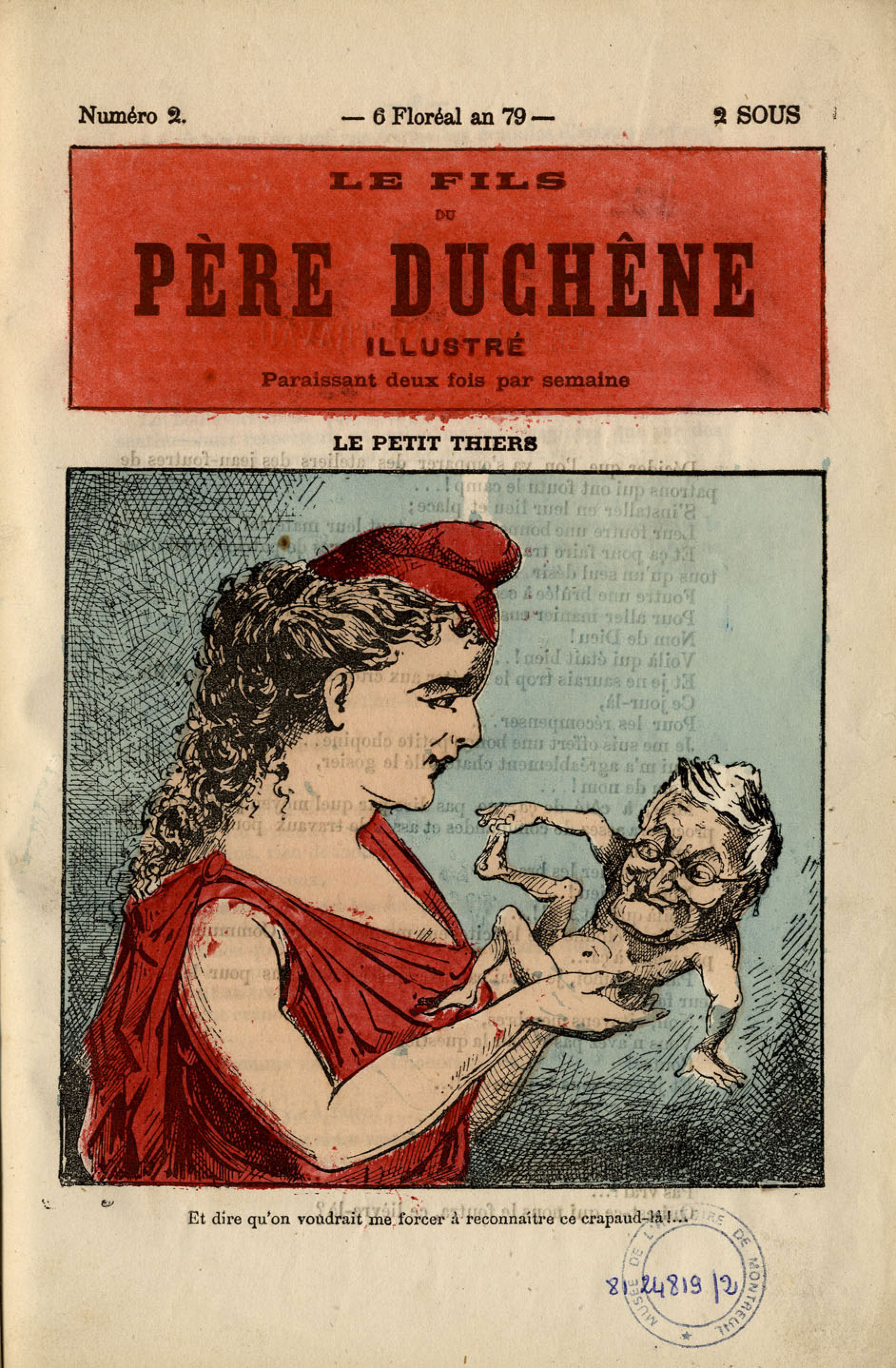
Portada de Le fils du Père Duchêne Illustré n.º 2 : el pequeño Thiers (1871)

Su título (incluso con algunas ligeras variantes) fue nuevamente empleado centenares de veces, principalmente durante períodos revolucionarios, en publicaciones que no tenían relación alguna con el diario original: por ejemplo la Revolución de 1830, la Revolución francesa de 1848 y durante la Comuna de París (1871).